# Bruno Irles
Bruno Irles (Rochefort, 16 agosto 1975) è un allenatore di calcio ed ex calciatore francese, di ruolo difensore, tecnico del Bordeaux.

## Palmarès

### Giocatore

#### Competizioni nazionali
- Campionato francese: 2

Monaco: 1996-1997, 1999-2000
- Coppa di Lega francese: 1

Monaco: 2002-2003
- Supercoppa francese: 2

Monaco: 1997, 2000

### Allenatore

#### Competizioni nazionali
- Supercoppa di Moldavia: 1

Sheriff Tiraspol: 2016
- Championnat National: 1

2019-2020